# Орден финске беле руже
Орден финске беле руже (фин. Suomen Valkoisen Ruusun ritarikunta) је финско војно и цивилно одликовање које је установио председник Карл Манерхајм.

## Историјат
Орден је основао 28. јануара 1919. године регент државе, барон Карл Густав Манерхајм. Статути су донети 16. маја исте године. Измене су спроведене 1940, 1963. и 1985. Додељује се за грађанске заслуге финским држављанима, а странцима за дела којима су задужили Финску. Организован је у пет степени: Велики крст или Командир великог крста (Suurristi); Командир 1. степена (I luokan Komentajamerkki); Командир (Komentajamerkki); Витез 1. степена (I luokan Ritarimerkki); Витез (Ritarimerkki); ордену је афилирана Медаља у три степена: Златна медаља 1. степена са златним крстом (I luokan Mitali kultaristein); Медаља 1. степена (I luokan Mitali); Медаља (Mitali); као и посебно једностепено одликовање које се назива Крстом за заслуге финске беле руже (Suomen valkoisen ruusun ansioristi). Као посебна почаст, шефовима држава Орден може бити додељен на ланцу (Suomen valkoisen ruusun ketjuineen). Орден поседује групу за грађанске и групу за војне заслуге. У хијерархији финских ордена заузима 2. место.
| Орденске траке   |                   |                                            |                        |                                 |
| Медаља           | Медаља 1. степена | Златна медаља 1. степена са златним крстом | Крст за заслуге        | Витез                           |
| Витез 1. степена | Командир          | Командир 1. степена                        | Командир великог крста | Командир великог крста на ланцу |

## Опис ордена
Орденски знак: позлаћени георгијевски (или „шапасти”) крст, обострано емајлиран бело. Између кракова крста по једна отргнута крунисана лавља глава са десном оклопљеном предњом ногом којом замахује сабљом, све од позлаћеног сребра. У центру аверса је мали кружни медаљон, плаво емајлиран, на коме је у белом емајлу представљена петолатична хералдичка ружа. У реверсу нема медаљона. Орденски знак се носи о тамно-плавој ленти преко десног рамена на левом боку. Орденска звезда: петокрака сребрна зракаста звезда; између кракова основне звезде појављују се по три краћа позлаћена зрака обрађена мотивом крљушти. У центру звезде се налази медаљон, као у аверсу орденског знака, окружен црно емајлираним прстеном исписаним златом ISENMAAN HYVÄKSI (За добро Отаџбине). Звезда се носи на левој страни груди.